# أندرو باركر بولز
أندرو باركر بولز (بالإنجليزية: Andrew Parker Bowles)‏ هو لاعب البولو بريطاني، ولد في 27 ديسمبر 1939 في سري في المملكة المتحدة.

## وصلات خارجية
- أندرو باركر بولز على موقع IMDb (الإنجليزية)
- أندرو باركر بولز على موقع ميوزك برينز (الإنجليزية)